# Club Deportivo Díter Zafra
El Club Deportivo Díter Zafra és un club de futbol d'Extremadura, de la ciutat de Zafra.

## Història
Els primers clubs a la ciutat de Zafra són el SD Segedano i la Sociedad Cultural Deportiva (1920) que s'uniren per formar el Zafra FC i que el 1930 es reanomena CD Zafra, el primer club de futbol de la ciutat que participa en una competició oficial (a la lliga d'aficionats), desapareixent el 1950. En la postguerra el futbol reneix amb equips com Sporting Segedano, Saparta CF, Unión Deportiva Segedana, Olímpica Segedana, Sport C.F., Gimnástica Segedana, Selección i C.D. Cigüeño. El 1950 es funda el Club Recreativo Metalúrgico Santa Brígida i el 1958 es refunda el CD Zafra. L'any 1961 es crea el Grupo Empresa Díter i el 1964 ambdós clubs s'uneixen i formen el club actual. La temporada 1977-78 debutà a la segona divisió B espanyola.
El Nou Estadi de Zafra fou inaugurat l'1 de juny de 1972 amb un partit contra el Reial Madrid.

## Dades del club
- Temporades a Primera Divisió: 0
- Temporades a Segona Divisió: 0
- Temporades a Segona Divisió B: 7
- Temporades a Tercera divisió: 25
- Millor posició a la lliga: 9è (Segona divisió B, temporada 77-78)
- Pitjor posició a la lliga: 20è (Segona divisió B, temporada 05-06)